# آدریان یانکولسکو
آدریان یانکولسکو (به انگلیسی: Adrian Ianculescu) ژیمناست زادهٔ ۲۸ اکتبر ۱۹۷۳ میلادی اهل کشور رومانی است.